# The Eleventh Hour
"The Eleventh Hour" (KBS 방영 제목: 〈누더기 닥터〉)는 영국의 SF 드라마 《닥터 후》 시리즈 5의 첫 번째 에피소드로, 2010년 4월 3일 BBC One과 BBC HD에서 처음 방송되었다. 각본은 신임 총괄 프로듀서이자 선임 작가를 맡은 스티븐 모펏이, 감독은 애덤 스미스가 맡게 되었으며, 나머지 제작진 역시 완전히 새롭게 바뀌게 되었다.
에피소드의 줄거리는 시공간 이동장치 타디스에 매달려 영국의 작은 마을 리드워스에 추락한 11대 닥터 (맷 스미스)가 어느 한 가정집 마당에서 아멜리아 폰드 (케이틀린 블랙우드)라는 어린 스코틀랜드 소녀를 만나면서 시작된다. 타디스를 고치기 위해 어쩔 수 없이 자리를 뜨게 된 닥터는 아멜리아에게 5분 내로 돌아오겠다고 약속하지만, 시간 계산을 잘못하는 바람에 12년 뒤에서야 돌아온다. 그 사이 아멜리아는 성인이 되어 에이미 (캐런 길런)라는 이름으로 살아가고 있었고, 닥터를 쉽게 믿지 못한다. 닥터는 탈옥 후 형상을 바꿔가며 도망치던 0번 죄수와, 그를 뒤쫓는 은하계 경찰 아트락시가 등장해 지구가 파괴될 위기에 처하자, 둘을 내쫓고 세상을 구하기 위해 에이미와 손을 잡는다.
맷 스미스가 새 닥터 역에, 캐런 길런이 새 동행자 역에 출연한 첫 번째 에피소드이다. 또 하나의 조연으로 아서 다빌이 에이미의 남자친구 로리 윌리엄스 역에 출연하였으며, 이후 에피소드에서 주연으로 활약한다. 본래 닥터 후에서는 닥터가 재생성을 거친 뒤에는 그 충격을 견디기 위해 쉬어가는 에피소드를 선보이는 것이 관례였으나, 신임 프로듀서로 나선 모펏은 닥터가 반대로 세상을 구한다는 내용을 다루기로 결심하였다. 이와 동시에 시즌 5의 핵심 주제가 되는 '우주의 틈새'라는 개념을 시청자에게 처음 선보인다. "The Eleventh Hour"는 영국 첫 방송 당시 1008만 명이 시청하였으며, 시즌 1의 "Rose" 이후 최고 시청률을 기록하였으며, 온라인 스트리밍 서비스인 BBC iPlayer와 BBC 아메리카에서도 높은 관심을 보였다. 평론가들 사이에서도 호평을 받았으며, 맷 스미스와 카렌 킬런의 본 드라마 데뷔를 환영하였다.

## 줄거리
재생성을 한 닥터는 폭발을 일으키며 추락하는 타디스에 매달리다 잉글랜드 리드워스 마을의 어느 가정집 마당에 불시착한다. 닥터는 타디스가 자동 수리되도록 내버려 두고, 그 집에서 만난 스코틀랜드 소녀 아멜리아 폰드는 재생성의 충격으로 제정신이 아닌 닥터를 보살펴 준다. 아멜리아로부터 침실 벽에 틈새가 나 있다는 말을 듣고 심상찮음을 느낀 닥터는 그 틈새가 시공간을 뚫고 아트락시 감옥까지 이어져 있음을 알아낸다. 틈새를 벌리자 모습을 드러낸 교도관 아트락시는 닥터에게 '0번 죄수'가 탈출했다고 알린다. 아트락시에게 응답하기도 전에 타디스의 수리를 마무리하기 위해서 짧은 주행에 나서게 된 닥터는, 아멜리아에게 5분 내로 다시 데리러 돌아오겠다고 약속하며 떠난다. 아멜리아는 여행 가방을 싸들고 나와 마당에서 닥터를 기다린다.
닥터가 돌아온 것은 12년 후. 성인이 된 아멜리아는 에이미라는 이름으로 살고 있었다. 어릴 적부터 "누더기 닥터"라며 마음 속 친구로 하염없이 기다려 왔던 탓에 온 동네 사람들에게 소문이 나 있었다. 단단히 화가 난 에이미와 실랑이를 벌이던 닥터는 에이미의 집에서 인지 필터로 숨겨진 또 하나의 문을 발견하고, 그 방 안에 0번 죄수가 있음을 알아챈다. 방 밖으로 나온 0번 죄수는 느닷없이 남자와 맹견의 모습으로 변신하고, 두 사람은 0번 죄수의 공격으로부터 가까쓰로 빠져나온다. 한편, 아트락시는 지구 궤도에 안착하여, 모든 확성기와 통신 장치를 동원하여, 0번 죄수를 넘기지 않으면 지구를 파괴하겠다는 통보를 내린다.
이윽고 두 사람은 에이미의 남자친구 로리와 마주친다. 로리는 자신이 일하는 병원의 환자가 밖에서 멀쩡히 돌아다니는 것을 이상히 여기고 있었다. 알고 보니 에이미의 집에서 0번 죄수가 모습을 취했던 남자는, 로리가 근무하는 병원의 혼수상태에 빠진 환자였다. 0번 죄수는 특정인의 텔레파시를 통해 무의식 속 갈망하는 존재의 형태를 취하는 능력을 지닌 것이다. 닥터는 에이미와 로리를 병원으로 보내고, 아트락시의 경고에 대해 논의하던 전세계 전문가들의 온라인 화상회의에 끼어들어 행동 방침을 제시한다.
에이미와 로리는 0번 죄수를 병원으로 유인하고, 닥터는 병원으로 달려가 0번 죄수와 대면한다. 닥터가 전문가들에게 전한 행동 방침이라는 것은 전 지구의 통신수단을 동원해 아트락시에게 '0'이란 숫자를 전하는 것으로, 아트락시가 그 숫자의 출처를 거슬러 추적하여 지금 이곳 병원의 닥터에게 닿도록 한 것이다. 아트락시로부터 다시 모습을 감추려던 0번 죄수는 에이미를 쓰러뜨리고, 닥터의 손을 잡은 아멜리아의 모습으로 나타난다. 닥터는 에이미의 잠재의식에 말을 걸어 그토록 닥터를 갈망했을 과거의 에이미에게 용서를 구한다. 결국 0번 죄수가 본모습으로 돌아가 버리고, 아트락시는 0번 죄수를 찾아낸다. 0번 죄수는 사라지기 직전 닥터에게 "침묵이 다가온다" (Silence will fall)라는 말을 남긴다. 이후 닥터는 병원 옥상으로 올라가 아트락시를 다시 불러, 하마터면 지구를 멸망시킬 뻔한 책임을 따져묻는다. 오래토록 지구를 수호해 왔던 닥터라는 인물이 바로 자신이라 소개하자, 아트락시는 그 즉시 지구를 떠난다.
이제는 완전히 수리되어 재탄생한 타디스. 그 모습에 이끌린 닥터는 시험주행에 나선 뒤 다시 에이미의 집 마당으로 돌아오는데, 또다시 2년이 흘러버린 시점이었다. 닥터가 홀연히 사라져버린 것이 아직도 씁쓸했던 에이미는 같이 여행하자는 닥터의 제안에 의심스럽게 대꾸하지만, 결국 내일 아침에 돌아온다는 조건으로 타디스에 올라탄다.

## 제작

### 배경과 캐스팅

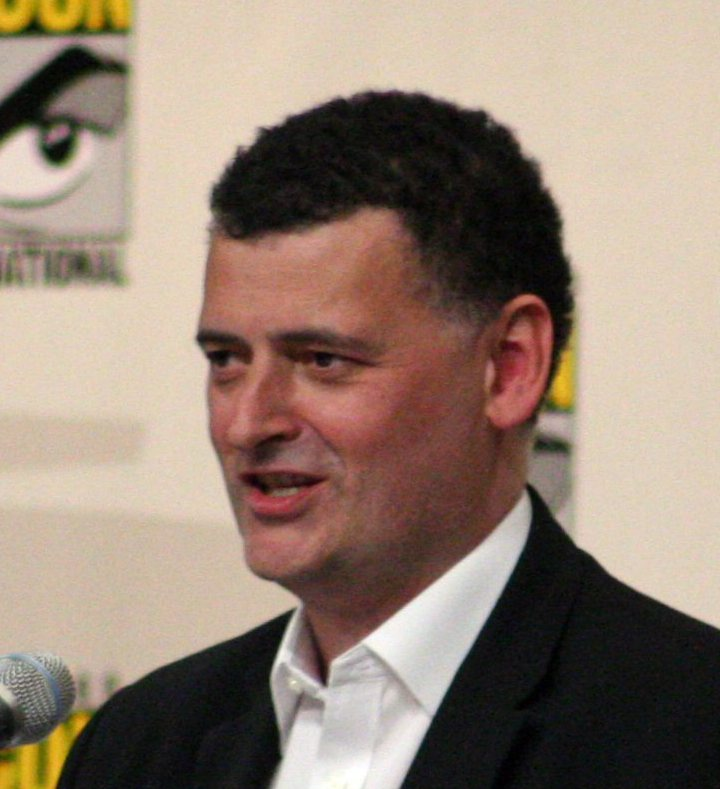
"The Eleventh Hour"는 스티븐 모펏이 닥터 후의 수석 작가이자 총괄 프로듀서로 나선 첫 번째 에피소드였다.

"The Eleventh Hour"는 드라마 제작 면에서 여러모로 전환점에 해당하는 에피소드였다. 우선 뉴 시즌 이래 드라마 총괄 프로듀서 및 수석 작가를 맡아왔던 러셀 T 데이비스가 하차하고, 그 자리에 스티븐 모펏이 새로 임명되었다. 총괄 프로듀서를 맡았던 줄리 가드너도 하차하여 피어스 웽거와 베스 윌리스가 대신하게 되었다. 이와 함께 드라마의 로고가 새롭게 바뀌었고, 음악 담당 머리 골드가 새로 작곡한 테마곡과 더불어, 오프닝 시퀀스도 새로 선보였다. 작품 내적으로는 에피소드 막바지에서 닥터가 사용하는 소닉 스크류드라이버가 새로운 모습으로 등장하였고, 타디스의 내외부 역시 1963년~1966년경에 쓰이던 디자인과 유사한 것으로 새로 디자인하여 선보였다. 이전에 쓰던 타디스 내부는 에피소드 시작 부분에 잠깐 등장하였는데, 타디스 콘솔의 타임 로터 (Time Rotor)는 이전 에피소드인 "The End of Time" 촬영 당시 특수효과로 쓰인 폭발로 망가지면서 다시 제작해야 했다는 후문이다.
"The End of Time"은 데이비드 테넌트의 10대 닥터가 마지막 모습을 비추고 맷 스미스의 11대 닥터로 재생성되는 것으로 마무리된다. 모펏은 새 닥터 역에 원래는 30~40대의 중년 배우를 캐스팅하려고 했지만 오디션 도중 만 26세의 배우 맷 스미스가 제격이라는 생각이 들어, 총괄프로듀서 웽거와 논의 끝에 더 찾지 말고 쉬운 선택을 하기로 결론을 내렸다고 밝혔다. 닥터의 새로운 동행자 에이미 폰드 역에는 캐런 길런이 캐스팅됐다. 캐런 길런은 시즌 4의 "The Fires of Pompeii"에서 신관 역으로 출연한 적이 있었고, 캐스팅 감독을 맡은 앤디 프라이어가 모펏에게 직접 제안하면서 결정되었다. 캐런 길런은 오디션 과정에서 본래의 스코틀랜드식 억양과 잉글랜드식 억양을 모두 선보였고, 캐스팅이 결정된 뒤 에이미가 스코틀랜드 출신이라는 설정으로 바꿨다고 한다.
어린 시절의 에이미, 즉 아멜리아 역은 캐런 길런의 실제 사촌인 케이틀린 블랙우드가 연기했다. 캐런 길런 본인이 추천했다고는 하지만, 연기 경험은 전무했던 관계로 먼저 엄격한 오디션을 거쳐야 했다. "The Eleventh Hour"는 로리 윌리엄스 역에 아서 다빌이 처음 출연하는 에피소드이기도 한데, 그는 훗날 시즌 6에서 주연으로 활약하게 된다. 모펏은 오디션을 보러 온 다빌의 연기에서 다른 것도 아닌 "그냥 너무 웃겼던" 것이 캐스팅에 한몫했다는 소감을 남겼다. 한편, 영국의 국민 연속극 《이스트엔더스》로 유명한 니나 와디아는 작중 리드워스 마을의 병원 의사로 캐스팅됐다. 와디아는 이전에 애덤 스미스와 함께 작업한 것이 캐스팅의 이유가 아닐까라는 추측을 남겼다. 화상 회의 씬에서 등장하는 전세계 전문가 가운데에는 패트릭 무어가 출연하여 짤막한 대사를 남기는데, 실제로는 대사가 더 있었으나 최종 컷에서 삭제됐다는 후문이다. 무어 위의 화면에 등장하는 전문가는 애덤 스미스의 형제이다. 작중 병원의 환자이자 0번 죄수에게 모습을 빼앗겨 애완견과 함께 등장, 개처럼 짖는 연기를 펼친 배우는 마셀로 매그니(Marcello Magni)로, 실제로도 개 흉내를 잘 내는 연예인으로 유명하다. 그 밖에 아카데미상을 수상한 배우 올리비아 콜먼과 드라마 《엄브렐러 아카데미》에 출연한 톰 호퍼는 각각 0번 죄수의 한 모습과 닥터에게 노트북을 빌려주는 '제프' 역으로 짧게 등장한다. '헨더슨 씨' 역에는 1968년 닥터 후 에피소드 〈The Dominators〉에서 '컬리' (Cully)로 출연한 아서 콕스가 연기하였다.

### 각본
아직 재생성 중인 닥터가 이리저리 뛰어다니고 세상을 구해야 한다면 재밌을 거라고 생각했다. 박스에서 겨우 빠져나왔는데 갑자기 깨닫는 거지. 셔츠도 못 갈아입었는데 세상을 구하기까지 20분밖에 안 남았네 하고. 감기에 걸린 채로 세상을 구하려는 것과 같지 않을까. 또 2분을 남겨두고 그 일을 해내는 것이다.

"The Eleventh Hour"라는 제목은 영어에서 '마지막 순간, 최후의 순간, 막판' 등을 뜻하는 관용어인 'eleventh hour' (11시)에서 따온 것이지만, 동시에 11대 닥터가 처음 등장하는 에피소드라는 맥락에서 '열한 번째 시간'이라는 의미도 함께 노린 일종의 말장난이다. DVD 수록 코멘터리에서 모펏은 원래 제목은 'The Doctor Returns' (닥터가 돌아왔다)였다고 밝혔다. 지금까지 쓴 각본 중에서 가장 어려운 작업이었다는 소감도 남겼는데, 그 이유는 새로운 닥터와 새로운 동행자를 소개해야 하고, 오래됐으면서도 새로운 드라마로서 시청자를 설득해야 하며, 그것들을 또 빠른 전개로 전달해야 했기 때문이라고 밝혔다.
닥터 후에서는 주인공 닥터가 재생성을 한 직후에는 푹 쉬는 내용을 다루는 게 관례였지만, 모펏은 닥터가 세상을 구해야 하는 처지에 놓인 쪽이 재밌을 거라고 생각해 그 관례를 깼다. 이러한 컨셉에 대해 모펏은 날이 갈수록 점점 더 악화일로를 걷는 한 남자의 코미디라 정리하였다. 배경 설정의 경우, 지난 5년간 반복해 왔던 런던이라는 무대와 런던 출신의 동행자라는 설정이 클리셰가 되어 시청자들에게 진부하게 다가올 거라고 판단, 잉글랜드 시골에 있는 가상의 마을인 '리드워스' (Leadworth)를 무대로 설정하였다. 모펏 본인은 스코틀랜드 출신으로, 작중 무대를 스코틀랜드의 마을로 설정할지 고려했으나, 아멜리아라는 캐릭터가 색다른 느낌의 소녀라는 컨셉에 맞춰, 무대를 잉글랜드로 삼기로 결정했다.
에피소드 내내 닥터는 변덕꾸러기처럼 행동하는데, 조금씩 자기 몸과 취향에 익숙해져 가는 과정이자 새로운 성격을 개발하고 있는 설정이기 때문이다. 프로듀서 베스 윌리스는 닥터가 새 옷차림을 고르고 서있는 그 순간이 "마침내 제자리를 딱 찾은 것"이라고 설명하였다. 하이라이트를 장식하는 병원 옥상 씬은 원래 대본에는 없던 장면으로, 닥터가 병동에서 도망쳐 타디스로 돌아간다는 전개였다. 이에 대해 모펏은 닥터가 정식으로 자기소개를 못했다는 점, 이전 닥터들이 조용히 자기 의상을 고른 것에서 벗어나 의상 자체로 이야기를 더할 수 있다는 점에 주목하여 추가했다고 설명하였다.
인물관계의 경우, 닥터가 어른이 된 에이미를 만나는 것이 에피소드의 가장 큰 소재가 되었다. 모펏은 뉴 시리즈 이래 시간이 갈수록 닥터와 동행자 사이의 관계가 너무 어른스러워졌다는 느낌을 받았으며 연인 사이의 관계가 아닌 피터팬과 웬디처럼 어린아이 같은 관계를 만들고 싶었다고 밝혔다. 동행자라는 것은 결국 시청자의 대리인으로, 연령대에 상관없이 많은 시청자들이 닥터와의 관계에 이입하도록 만든 것이다. 닥터가 에이미를 찾아 돌아왔을 때 이전에 만났던 7살짜리 소녀가 아닌 생판 남이 되어 있는 것으로 묘사된다. 모펏은 에이미가 터프한 성격으로 자랐으며, 닥터가 약속대로 돌아오지 않아 남을 의심하고 냉소적인 성격으로 바뀌어, 닥터가 상상 속의 친구라 본인 스스로 무마했다고 설명한다. 한편 로리는 에이미를 제일 사랑하는 사람으로 등장하지만, 에이미는 로리를 사랑한다는 모습을 보이기 전에 닥터와의 모험에 나선다. 모펏은 로리라는 캐릭터가 에이미의 상상 친구인 닥터의 그림자에 가려져 자란 인물로 묘사하였다.
시즌 5의 주요 소재인 '시간의 틈'은 원래 모펏의 아들 침실 벽에 갈라진 틈에서 영감을 받은 것으로 시즌 내내 등장하는 큰 이야기로 발전시키게 되었다. 모펏은 그런 틈새가 자기 방 안에 나 있는 걸 본 아이라면 그 속에 뭔가 재미있는 것이 살거라 생각하지 않겠느냐고 말했다. 아멜리아가 사는 집의 숨겨진 방도, 모펏이 어렸을 적 꿈속에서 할머니 집에 실제로는 없는 숨겨진 방을 반복해서 꿨던 경험으로부터 영감을 받았다. 0번 죄수를 쫒는 아트락시의 모습을 거대한 눈알을 지니고 있는 별 모양으로 구상한 것 역시, 어렸을 때 닥터 후에 나오는 괴물들을 그린 경험을 떠올리며 아이들이 그리기 쉽도록 만든 것이다. 이러한 설정들은 닥터 후의 오랜 원칙으로 이어왔던 "가정에 걸맞은 수위" (domestically-scaled menace)를 반영했다는 평가다. 한편 에피소드의 악역인 0번 죄수는 정작 무슨 범죄를 저질렀는가는 묘사되지 않는데, 각본상에는 0번 죄수의 죄를 설명하는 장면이 들어가 있었으나, 빼더라도 아무도 신경 쓰지 않을 것이라 판단하여 삭제됐다.
에피소드의 시작 장면, 즉 런던 상공을 날아가면서 망가지는 타디스에 닥터가 간신히 매달려 있는 장면은 "The End of Time"의 마지막 장면과 에이미네 집 마당에 추락하는 장면을 이어주는 전개로 나중에 추가되었다. 모펏은 닥터가 타디스에 아슬아슬하게 매달려 런던 시내 건물에 충돌할 뻔한 상황을 만들면 재밌을 것이라 생각했고, 그와 동시에 작은 마을을 주요무대로 삼는 본 에피소드의 판을 시작부터 크게 키울 수 있을거라고 보았다. 닥터가 재생성의 부작용으로 온갖 먹을 것을 물리다가 마침내 커스터드를 찍은 생선 스틱을 먹는 장면도, A.A. 밀른의 동화 《곰돌이 푸》에서 뭐든 잘 먹는다던 티거가 여러가지 먹을 것을 주자 싫다고 하더니 비로소 자기가 엿기름을 좋아한다는 사실을 깨닫는 장면에서 영감을 얻었다고 모펏은 밝혔다. 모펏은 아이들에게 어필하는 것이 이 드라마가 성공하는 데 있어 큰 요인일 것이라고 보았다. 닥터가 집에 있던 제프의 노트북을 빼앗아 '0' 바이러스를 만드는 장면은, 원래는 교실의 학생들이 쓰던 컴퓨터였으나 제작 과정상의 이유로 바뀌었다. 그밖에도 닥터가 손가락을 튕겨 타디스 문을 여는 장면이 등장하는데 이는 10대 닥터였던 시절, "Silence in the Library"/ "Forest of the Dead"에서 만난 리버 송에게서 배워 써먹는 것이다. 또 "Blink"와 "The Girl in the Fireplace"에서 대사로 사용되었던 "wibbley-wobbley, timey-wimey", "some cowboys in here"라는 표현도 다시 등장하는데, 이 네 에피소드 모두 모펏이 각본을 맡은 에피소드였다.

### 촬영과 특수효과

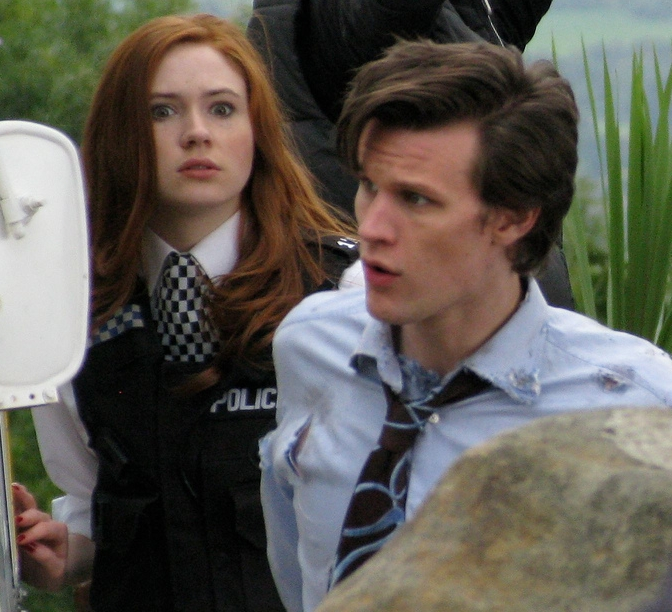
웨일스 란다프의 촬영현장에서 연기중인 캐런 길런과 맷 스미스

촬영에 앞서 대본 리딩은 2009년 9월에 진행되었다. 방송상 시즌 5의 첫 번째 에피소드지만 촬영 일정상으로는 맨 처음으로 잡히지 않아서, 2화~5화의 촬영이 완료된 후 3회차 일정 묶음의 하나로 촬영이 이뤄졌다. 11대 닥터 역의 맷 스미스는 2화를 먼저 촬영하면서 닥터의 행동방식을 체득하였기에 그것을 바탕으로 1화의 캐릭터를 설정할 수 있었다고 밝혔다. 계획상으로는 데이비드 테넌트가 맡은 10대 닥터의 흔적을 맷 스미스가 이어나가는 것이었지만, 프로듀서진은 맷 스미스 스스로가 '생판 모르던 (닥터)'가 되기를 바랐다. 에피소드의 연출감독은 애덤 스미스가 맡았는데, "훌륭한 대본"과 더불어 공연 활동으로 낯이 익은 맷 스미스와 일할 수 있다는 점에 매료되어 감독직을 수락했다고 밝혔다. 촬영 과정에서 애덤 스미스는 "동일하면서도 뭔가 좀 다르게 만들어 달라"는 지시를 받았다면서, "프로듀서들은 근본적인 면에서는 아니더라도 달라지기를 원했다"고 밝혔다. 제작과정 상의 목표는 "영화 같고" (cinematic), 신비로운 분위기를 자아내도록 하는 것이었으며, 이에 스미스 감독은 영화 E.T.와 팀 버튼 감독의 작품을 참고하였다.
아멜리아의 집은 "으스스하지만 평범한" (spooky but ordinary) 분위기를 자아내는 동시에 성을 연상시키도록 디자인했다. 작중 무대는 잉글랜드의 가상 마을 리드워스지만, 실제 로케이션 촬영은 카디프의 란다프 (Llandaff) 마을에서 2009년 9월 29일, 10월 5일~7일, 11월 20일 3차례에 걸쳐 진행되었다. 또 작중 로리를 만나는 계기가 되는, 닥터의 사고 과정을 보여주는 스톱모션 시퀀스는 10월 5일에 촬영하였다. 스톱모션은 컴퓨터로 편집한 것이 아니라 제작진이 실제로 일일이 촬영한 것을 이어붙인 것으로, 완벽한 결과물로 나오지는 못했지만 애덤 스미스 감독은 '생기있는' (organic) 느낌을 줬다고 회고했다. 본래 10월에 진행되려던 촬영일정은 폭우로 계속 미뤄져, 11월 20일에서야 비로소 로케이션을 마무리하였다. 로케이션 촬영을 위해 제작진은 란다프 마을에 꽃밭, 거리 표지판, 리드워스 기념품 등의 소품을 두텁게 설치하였다.
닥터가 타디스에 매달려 런던을 지나가는 시퀀스는 배우 맷 스미스가 그린스크린 앞에서 연기하는 것으로 촬영이 진행되었으며, 배경으로 합성된 런던 상공은 헬리콥터로 영상을 촬영하였다. 맷 스미스는 해당 장면이 CG에 크게 의존하였기에 마음속으로 그려가면서 연기하기가 힘들었다는 소감을 남겼다. 실제로 시퀀스에 쓰인 거의 모든 장면은 CG로 구현한 것으로, 런던 상공을 비행하는 타디스 3D 모델링은 물론, 항공 샷에서 타디스에 매달려 있는 닥터도 CG로 제작하여 합성했다. 한편 이 시퀀스의 최종편집본을 검토하던 모펏은 1999년 완공된 밀레니엄 돔이 영상에 잡힌 것을 발견하였는데, 어린 아멜리아의 등장을 의식해 작중 배경연도를 1996년으로 설정한 것에 따르면 나와서는 안 될 건물이었다. 모펏은 해당 씬을 다시 촬영하는 대신, 해당 장면 직후에 타디스가 시간을 이동해 아멜리아의 집 마당에서 모습을 드러냈다는 설명으로 대신하였다. 포스트프로덕션 단계에서는 30여개 트랙에 달하는 음향 이펙트, 해당 시퀀스 전용으로 머리 골드가 작곡한 OST, 배우 맷 스미스가 매달려서 내는 끙끙소리가 추가되었다. 음악이 주도하는 시퀀스는 니키 윌슨이 우선 제작을 맡았으며, 크레딧에서 '특별히 감사한 분들 (special thanks)'로 이름이 실렸다.
아멜리아가 마당에서 닥터를 기다리는 사이, 아멜리아의 집으로 다시 돌아간 카메라에 정체불명의 무언가가 포착된다. 스토리상 0번 죄수로 여겨지기 마련인 이것의 정체는 닥터 역의 배우 맷 스미스로, 해당 장면 자체가 시즌 마지막화 "The Big Bang"에 사용되려다 편집되고서 본 에피소드에 재활용된 촬영분이다. 닥터가 에이미에게 처음 만난 그날 준 사과를 보여주며, 에이미가 기억하던 그 남자가 나라고 확인시키는 장면은 원래, 바로 그 전 장면에서 해당 사실이 확인된다는 점에서 장면간의 호흡 문제로 잘렸었다. 이후 그 전 장면이 잘리고 사과를 보여주는 장면을 다시 집어넣으면서 최종본이 되었다. 닥터가 소닉 스크류 드라이버로 아트락시의 관심을 끌려는 장면은 촬영과정에서 우천으로 차질을 빚으면서 원래 계획된 연출보다 단순화시켜야 했다. 여기서 애덤 스미스 감독은 대결 방식을 서부영화에서 따왔다. 얼마 지나지 않아 닥터의 소닉 스크루 드라이버가 파괴되는 연출은 스크루 드라이버 소품에 스파크 장치를 설치하여 진행하였다. 이 스파크는 맷 스미스의 소매를 타고 리시버에 연결된 전선을 통해 스크루 드라이버에 전류를 넣어 작동했다. 특수 효과 책임자 대니 하그리브스는 리모콘으로 스파크 장치를 원격 조종하였다. 촬영 당시의 언론보도와는 달리 해당 특수효과로 맷 스미스가 다치는 일은 없었다. 생선튀김과 커스터드를 먹는 씬은 12테이크에 걸쳐 촬영되었다. 촬영에 쓰인 생선튀김은 실제로는 코코넛 뭉친 것을 빵가루에 입혀 튀긴 것이었다. 맷 스미스는 만들어 놓은 튀김 중에서 열네 개 정도를 먹은 것 같다고 전했다.

## 방송과 반응
"The Eleventh Hour"는 2010년 4월 3일 영국 BBC One에서 첫방송되었다. 밤사이 시청률 집계에 따르면 BBC One과 BBC HD 동시방송으로 이 에피소드를 시청한 사람은 800만 명에 달했다. 최종 시청자 통계로는 BBC One에서 959만 명, BBC HD에서 49만 4000명으로 증가하여 에피소드의 총 시청자 규모는 1,008만 명을 기록했으며, 이는 첫 에피소드로는 시즌 1의 "Rose" 이후 가장 많이 시청한 에피소드이자, 2005년 뉴 시즌 시작 이후 최다 시청자수 8위를 기록하게 되었다. 방송 주간별로 따지면 BBC One 내 시청률 2위, 모든 채널 대상으로는 시청률 4위를 차지하였다. 영국 시청률 조사기관인 BARB의 '시청 지수' (AI)는 86점으로 '우수' (exellent) 등급을 받았다.
BBC의 온라인 스트리밍 서비스인 iPlayer에서도 인기를 끌었는데, "The Eleventh Hour"는 본 방송 일주일 만에 iPlayer 서비스에서 127만 건의 조회수를 기록했으며, 한 주 사이 최다 조회수를 기록한 프로그램으로 남았다. 이후 2010년 총 조회수가 224만 1000회로 최다 조회수를 기록한 드라마 에피소드였으며, 닥터 후는 그 해 최다 조회수 프로그램으로 남게 되었다.
미국에서는 2010년 4월 17일 BBC 아메리카를 통해 처음 방송되었으며 캐나다에서도 같은 날 스페이스 채널에서 방송되었다. BBC 아메리카의 평균 시청자 수는 120만 명, 25~54세 성인 시청인구는 90만 명이라는 기록을 세웠다. 오스트레일리아에서는 4월 18일 ABC1에서 방영되었으며, TV 방송 이틀 전인 4월 16일 ABC 웹사이트 iView에서도 시청할 수 있었다. 영국에서 방영된 지 2주 뒤에 내보낸 것은, BBC 측에서 제작 비화를 다루는 다큐멘터리 《닥터 후 컨피덴셜: 컷 다운》 (Doctor Who Confidential: Cut Down)을 편집해서 함께 전달하기까지 2주가 걸렸기 때문이다. 정작 본 에피소드의 방송시간이 1시간 분량에 달하여 닥터 후 컨피덴셜까지 방송할 시간은 없었지만, ABC 측에서 iView 스트리밍용 방송권을 확보하여 서비스하였다. 뉴질랜드에서는 5월 2일 프라임 채널에서 방영되었다. 대한민국에서는 2011년 4월 3일, 《KBS 외화드라마》 편성의 〈닥터 후 스페셜〉 방송 직후 '누더기 닥터'라는 제목으로 KBS2에서 더빙판으로 방송되었다.

### 평론가 반응
"The Eleventh Hour"는 TV 평론가들로부터 긍정적인 평가를 받았다. 영국 《데일리 텔레그래프》의 벤지 윌슨은 "터무니 없으면서도 이게 맞다고 생각했다. 정신나간 외계인, 새롭지만 정말 오래된 느낌. 캐스팅 감독에게 A+. 맷스미스에게 A+"라는 평을 남겼다. 또 캐런 길런의 연기는 "110% 합격"이라며 극찬했다. 0번 죄수가 저예산 CG로 구현된 것은 "문풍지 같다"면서도, 또 한편으로 인간의 형태를 취하게 하면서 모펏이 "약점을 강점으로 전환했다"고 평가했다.
《가디언》의 대니얼 마틴은  "불안정한 재생성으로 너무 많은 시간을 낭비하지 않았던 현명한 스토리"라는 점을 제시하며 "완전 대성공" (absolute triumph)이라 평가하였다. 마틴은 맷 스미스의 연기를 칭찬했지만 극중 닥터의 말버릇으로 쓰이는 "제로니모!" (Geronimo)는 "아직 별 감흥이 없다"며 아쉬워했다. 〈라디오 타임스〉 평론가 패트릭 멀컨은 맷 스미스의 닥터가 "최고로 등극할 것"이 "분명하다"고 확신하는 동시에 캐런 길런의 연기도 높이 평가하였으나, 새로 개편된 오프닝 테마곡에 대해서는 긴가민가하다는 평을 남겼다. 또 모펏의 각본에 대해 "웃긴 대사, 감독의 대활약, 눈깜짝할 사이에 바꿔버린 주인공을 내놓았다"고 극찬했다. 인터넷 언론 잽투잇의 샘 맥퍼슨은 완전 내 맘에 쏙 들었다며 +A의 점수를 매겼고, 두 주연과 새로운 타디스의 데뷔를 높이 평가했다. 같은 사이트의 폴 커턴도 "에피소드를 아름답게 다뤄낸" 애덤 스미스 감독과 더불어, 에이미라는 깊은 캐릭터, 맷 스미스가 닥터 역을 맡게 된 점을 높이 평가했다. 다만 "살짝 아쉬운 특수효과"와 "다소 가벼운 스토리"가 이번 에피소드의 결점이었으며, 새로운 오프닝은 "정말 아름답다"면서도 새로 바뀐 테마곡은 잘 모르겠다는 평가를 내렸다.
〈SFX〉의 데이브 골더는 모펏이 "닥터에 대한 아이들의 인식"을 포착했다고 생각한다며, 두 주연의 데뷔를 높이 평가하며 "The Eleventh Hour"에 별 5개 중 5개를 매겼다. 〈AV 클럽〉의 평론가 키스 피프스는 맷 스미스가 정말 마음에 들었지만 11대 닥터가 10대로부터 충분히 분리된 것인지는 아직 확실하지 않았다면서 A-를 주었다. 캐런 길런에 대해서는 "따논 당상"이라 극찬했고, 스토리는 모펏 특유의 "유독 강력한 내러티브, 예리한 캐릭터 감각, 효과적인 구성"으로부터 "예외가 아니었다"고 평했다. 미국 《시카고 트리뷴》의 모린 라이언은 이번 에피소드가 도입부 역할을 제대로 해냈으나 "너무 우스꽝스러울 뻔한 때가 있었다"고 평가했다. 맷 스미스, 캐런 길런은 본 시리즈와 잘 어울린다고 보았으나, 아트락시에 대해서는 "걱정스러울 정도로 가만히 있으며 궁극적으로는 재미없는 캐릭터"라며 줄거리 내에서 "알맹이가 없다"고 혹평했다. IGN의 맷 웨일스는 특히 맷 스미스의 닥터 연기를 보면 이번 에피소드가 본 드라마의 연속성에 쉽게 어울렸다는 점에 호평을 보내며 10점 만점에 8점을 매겼다. 다만 "또 하나의 훌륭한 첫 에피소드에서 제일 약한 고리"를 꼽는다면 아무래도 "재난식 줄거리"라며, "이질적인 요소들을 모조리 뭉쳐놓는다고 해서 .... 그게 하나로 굳혀져서 만족할 만한 모양이 된 것은 아니었다"고 지적했다. 또한 "중간부가 처지고, CG가 살짝 부족했던 점"에서 완벽은 아니었지만 그럼에도 "여러면에서 놀랍다"는 생각을 밝혔다. 《뉴욕 타임스》 평론가 마이크 헤일은 이번 에피소드가 "기름칠이 잘 된 기계 부품"처럼 잘 만들었지만, 러셀 T 데이비스 시절의 "넘쳐흐르는 활기가 사라진" 상태에서 "일상적"이라는 인상을 받았다고 밝혔다. 캐런 길런에 대해서는 "유망해 보인다"고 평했지만, 맷 스미스는 이전 닥터 역의 데이비드 테넌트와 너무 흡사하며, "자신만의 배역을 만들어내기 시작할" 필요가 있다고 지적했다.
〈덴 오브 긱〉은 '2010년 최고의 TV 에피소드' (Best TV Episodes of 2010) 기사에서 닥터 후의 하이라이트로 이 에피소드를 선정해 소개하였다. 2011년 시즌 6 방영 후 디지털 스파이도 이 에피소드를 "아직까지도 맷 스미스, 스티븐 모펏의 최고의 시간"이었다고 평가했다. 2013년에는 닥터후 역사상 최고의 에피소드 중에서 "The Eleventh Hour"를 7위에 선정하였다.
한편 일부 시청자들 사이에서 에이미라는 캐릭터와 더불어 '키스그램' (kissogram), 즉 키스 대행사라는 직업 설정이 온가족이 보는 드라마치고 너무 선정적이라는 비판이 제기되기도 했다. 해당 역의 배우를 맡은 캐런 길런은, 에이미 나이대의 여자들은 짧은 치마를 입는 게 흔한 일이고 또 자신감이 있다는 증표라고 옹호하였으며, 총괄 프로듀서 피어스 웽거는 "키스그램 자체가 동행자로 하여금 혈기왕성하고 거침없고 한바탕 해보는 성격 (a bit of a number)이었으면 하는 모펏의 바람이었다. 에이미는 아마도 닥터와 함께 여행한 동행자 중에서 가장 거친 성격일 것이다. 하지만 문란한 것은 아니다"라고 밝혔다.

## DVD와 문고판
"The Eleventh Hour"는 2010년 6월 7일 제2화 "The Beast Below", 제3화 "Victory of the Daleks"와 함께 DVD와 블루레이로 출시되었으며,  2010년 11월 8일 시즌5 DVD에 수록되어 재출시되었다. 두 가지 모두 DVD 지역 코드 2에 해당되는 지역 (유럽, 일본 등)에서만 시청할 수 있다.
2011년 5월 피어슨 에듀케이션 사에서 학교 문해력 프로그램 시리즈로 본 에피소드를 소설화하여 출간하였다. 각색은 트레버 백센데일이 맡았다.

### 관련 문헌
- Burk, Graeme; Smith, Robert (2012년 3월 6일). 《Who Is the Doctor: The Unofficial Guide to Doctor Who-The New Series》 1판. ECW Press. ISBN 978-1550229844.

### 소설판 관련
- The Eleventh Hour - 인터넷 사변 소설 자료집